# Mrzli Log
Mrzli Log – wieś w Słowenii, w gminie Idrija. W 2018 roku liczyła 24 mieszkańców.